# Comuna Vama, Satu Mare
Vama (în maghiară: Vámfalu) este o comună în județul Satu Mare, Transilvania, România, formată numai din satul de reședință cu același nume.

## Istoric
Prima atestare documentară a satului Vama este din anul 1270.

## Cultura
Vama este o cunoscută localitate prin produsele sale ceramice, care perpetuează vechiul obicei dacic al olăritului, comuna a fost un important centru de ceramică, unde smalțul asociat cu motive, culori și procedee noi, a apărut de timpuriu, sub influența ceramicii bizantine.
Aici se află și un muzeu al ceramicii.

## Demografie
Componența etnică a comunei Vama
     Români (68,94%)
     Maghiari (21,06%)
     Romi (1,66%)
     Alte etnii (8,34%)
Componența confesională a comunei Vama
     Ortodocși (53,65%)
     Reformați (19,86%)
     Penticostali (7,03%)
     Martori ai lui Iehova (6,87%)
     Greco-catolici (1,58%)
     Alte religii (2,26%)
     Necunoscută (8,75%)
Conform recensământului efectuat în 2021, populația comunei Vama se ridică la 3.670 de locuitori, în creștere față de recensământul anterior din 2011, când fuseseră înregistrați 3.486 de locuitori. Majoritatea locuitorilor sunt români (68,94%), cu minorități de maghiari (21,06%) și romi (1,66%). Din punct de vedere confesional, majoritatea locuitorilor sunt ortodocși (53,65%), cu minorități de reformați (19,86%), penticostali (7,03%), martori ai lui Iehova (6,87%) și greco-catolici (1,58%), iar pentru 8,75% nu se cunoaște apartenența confesională.

## Politică și administrație
Comuna Vama este administrată de un primar și un consiliu local compus din 13 consilieri. Primarul, Vasile Corodan[*], de la Partidul Național Liberal, este în funcție din 2004. Începând cu alegerile locale din 2024, consiliul local are următoarea componență pe partide politice:
|  | Partid                                 | Consilieri | Componența Consiliului | Componența Consiliului | Componența Consiliului | Componența Consiliului | Componența Consiliului |
|  | -------------------------------------- | ---------- | ---------------------- | ---------------------- | ---------------------- | ---------------------- | ---------------------- |
|  | Partidul Național Liberal              | 5          |                        |                        |                        |                        |                        |
|  | Partidul Social Democrat               | 3          |                        |                        |                        |                        |                        |
|  | Uniunea Democrată Maghiară din România | 3          |                        |                        |                        |                        |                        |
|  | Alianța pentru Unirea Românilor        | 2          |                        |                        |                        |                        |                        |